# T. N. Seshan
Tirunellai Narayana Iyer Seshan ( tamoul: திருநெல்லை நாராயண ஐயர் சேஷன்) ou T. N. Seshan est un fonctionnaire et un homme politique indien né le 15 décembre 1932 à Palakkad (présidence de Madras, provinces de l'Empire des Indes) et mort le 10 novembre 2019 à Chennai (Tamil Nadu).

## Biographie
T. N. Seshan est un officiel indien du système administratif de l'Inde, qui a occupé plusieurs postes dans la fonction publique au sein du gouvernement de l'Inde. Il était le 10e commissaire en chef des élections de l'Inde entre le 12 décembre 1990 et le 11 décembre 1996. Il est largement connu pour son engagement et a largement réussi à mettre fin aux malversations électorales en Inde. 

## Distinction
- Prix Ramon-Magsaysay (1996).